# Kuryłowce Murowane
Kuryłowce Murowane (ukr. Муровані Курилівці, Murowani Kuryliwci) – osiedle typu miejskiego na Ukrainie, w obwodzie winnickim, nad rzeką Żwan, siedziba administracyjna rejonu kuryłowieckiego. Leży na Podolu.
Siedziba rzymskokatolickiej parafii Matki Bożej Nieustającej Pomocy w Kuryłowcach Murowanych.

## Historia
Pierwsza wzmianka o miejscowości pochodzi z roku 1453. Osada została założona przez rodzinę Czuryłów stąd pierwotna nazwa miejscowości to Czuryłowce. Miejscowość znajdowała się początkowo na pograniczu województwa podolskiego, a następnie znalazła się w składzie wyodrębnionego z niego województwa bracławskiego. W czasie powstania Kozaków Chmielnickiego pozostała pod kontrolą oddziałów Rzeczypospolitej. Zdewastowana podczas Ruiny i przez Turków podczas okupacji w latach 1672-99. Ożywienie gospodarcze w XVIII wieku. Od 1775 roku Kuryłowce miały prawo do organizowania dwóch jarmarków co miesiąc. W 1776 roku było tu 166 domów. Po II rozbiorze Polski w 1793 roku miejscowość znalazła się w zaborze rosyjskim. Do 1870 własność rodziny Komarów.
Podczas okupacji hitlerowskiej, w listopadzie 1941 roku Niemcy utworzyli getto dla żydowskich mieszkańców. Przebywało w nim około 2300 osób. 30 października 1942 roku Niemcy zlikwidowali getto, a Żydów zamordowali niedaleko wsi Popow. 

## Zabytki
- Fragmenty murów bastionów zamkowych nad rzeką Żwan. Pierwszy zamek w Kuryłowcach zbudowano w XVI wieku, a następnie został wzmocniony o umocnienia bastionowe. Od połowy XVII w. własność Kossakowskich. Zamek został zaznaczony w XVII wieku na mapie Guillaume de Beauplana, jako sprzężony z wałami otaczającymi osadę. W 1683 r. za zasługi w bitwie pod Żurawnem król Jan III Sobieski podarował zamek miecznikowi żydaczowskiemu Samuelowi Hołubowiczowi. Na początku XIX wieku w obrębie zrujnowanego zamku zbudowano pałac.
- Pałac klasycystyczny wybudowany w 1805 roku z ciosanego kamienia zwany był podolskim Luwrem[3]. Od frontu portyk z kolumnadą podtrzymującą trójkątny fronton[4].
- cerkiew Narodzenia Bogurodzicy o błękitnej fasadzie

## Urodzeni
- Stefan Krupko – polski embriolog i mykolog;
- Delfina Potocka – polska szlachcianka, uczennica Fryderyka Chopina, przyjaciółka Zygmunta Krasińskiego;
- Antoni Wacyk – polski pisarz i publicysta.

## Literatura
- Kuryłowce, nad Żwanem, [w:] Słownik geograficzny Królestwa Polskiego, t. IV: Kęs – Kutno, Warszawa 1883, s. 941.
- Kuryłowce na stronie Rady Najwyższej Ukrainy
- Aftanazy Roman, Dzieje Rezydencji T.9, s. 167-178
- Urbański Antoni, Podzwonne na zgliszczach Litwy i Rusi, Warszawa 1928, s 31-32

## Galeria

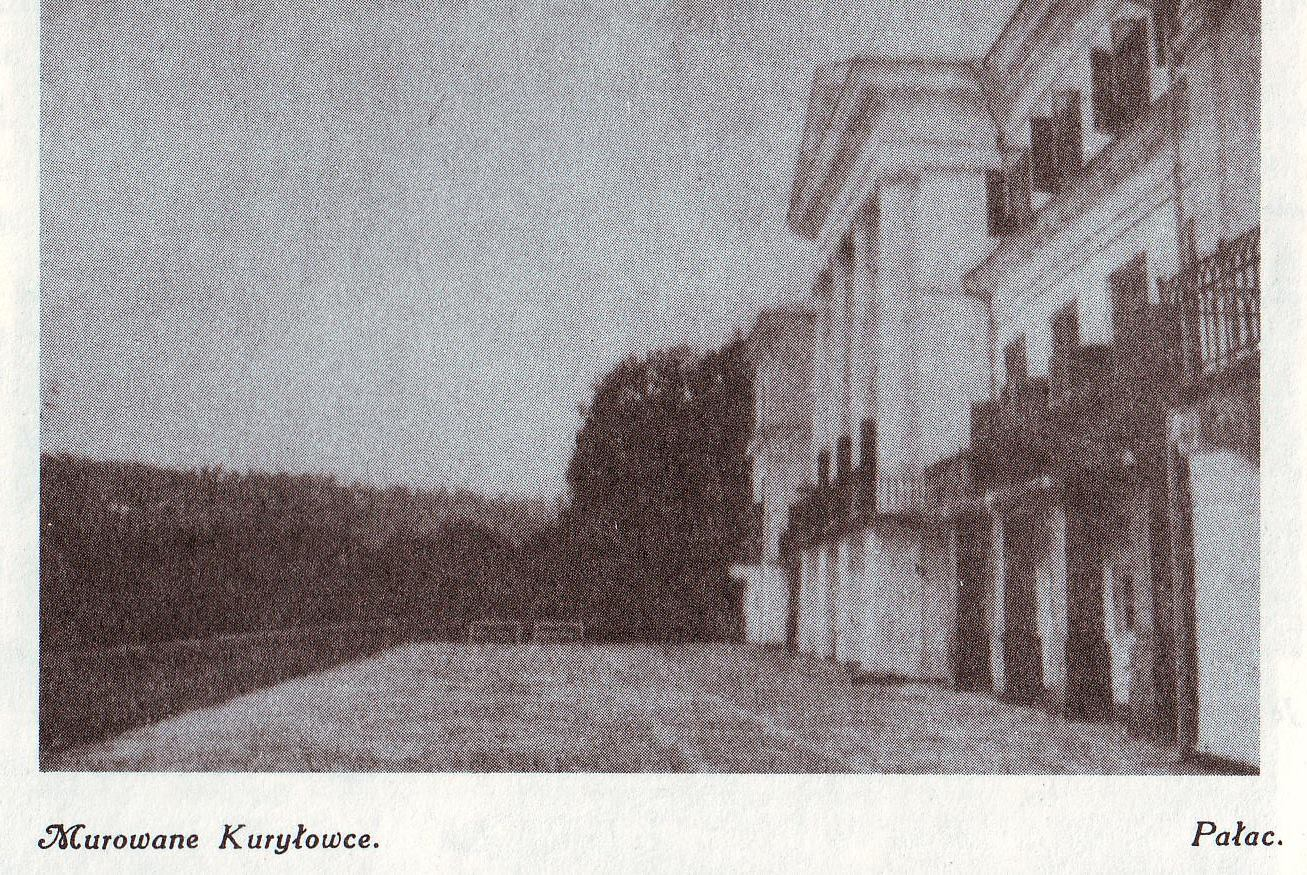
Pałac
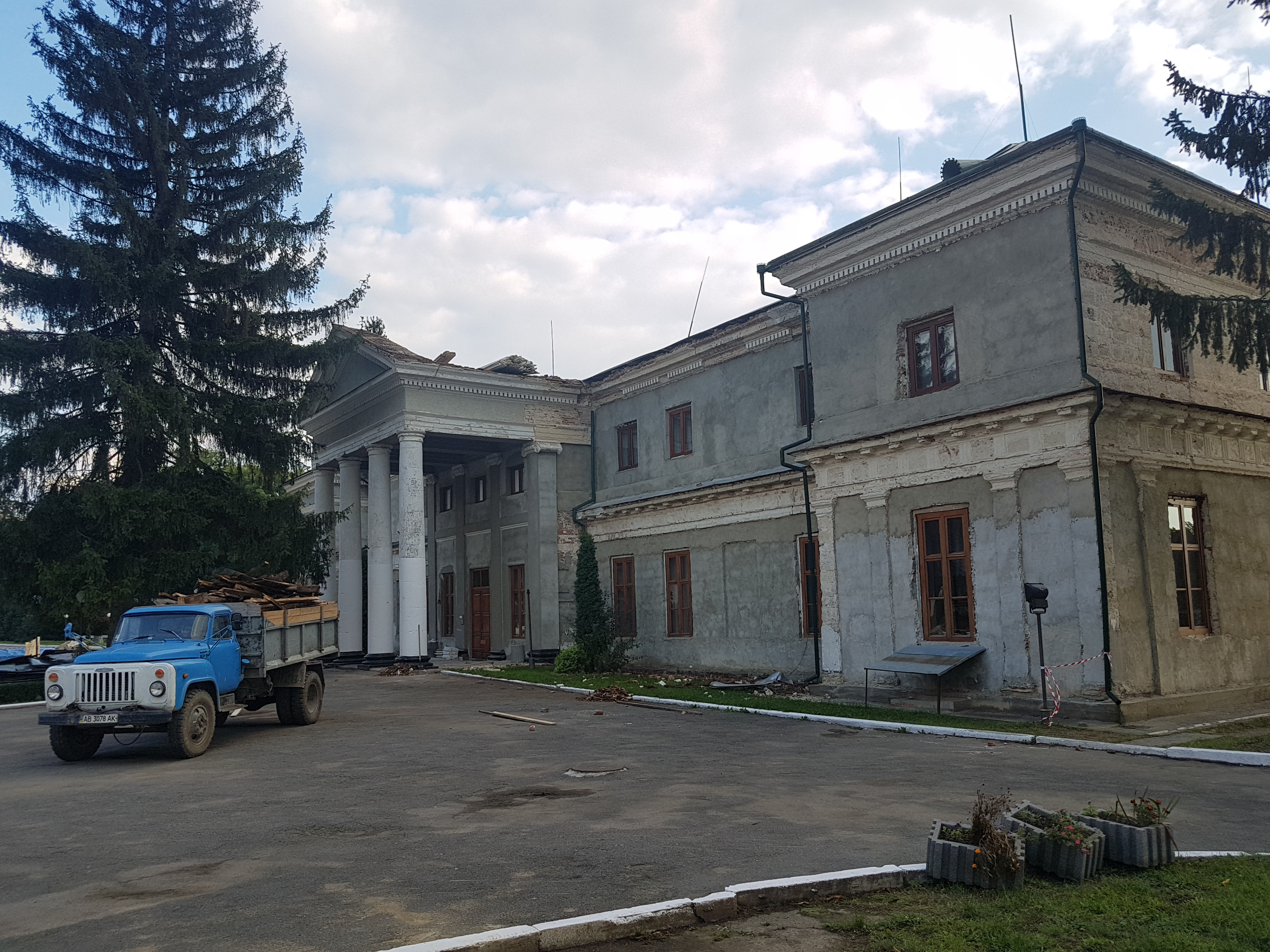
Pałac Komarów w Kuryłowcach, wrzesień 2018
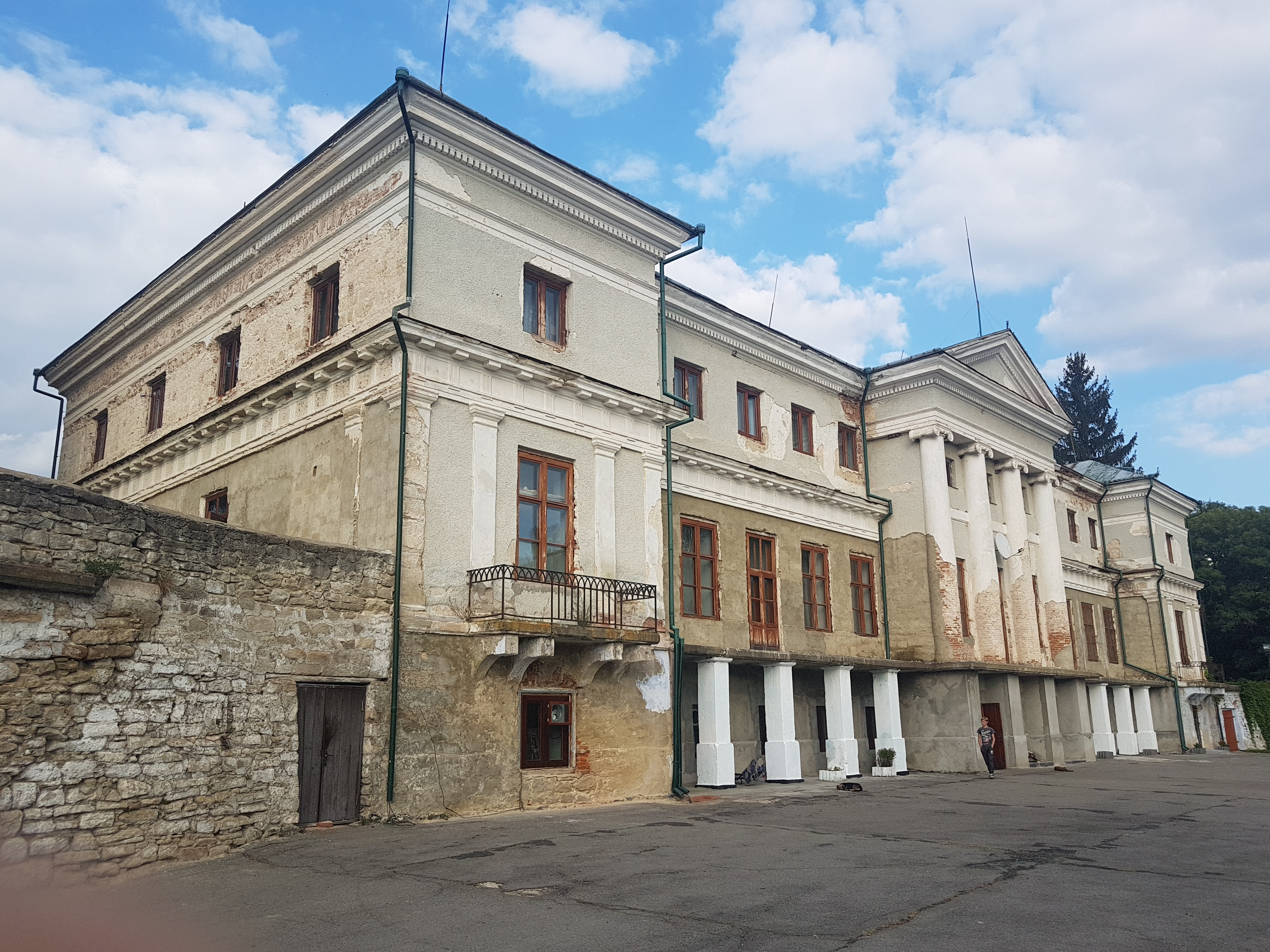
Pałac Komarów w Kuryłowcach, wrzesień 2018
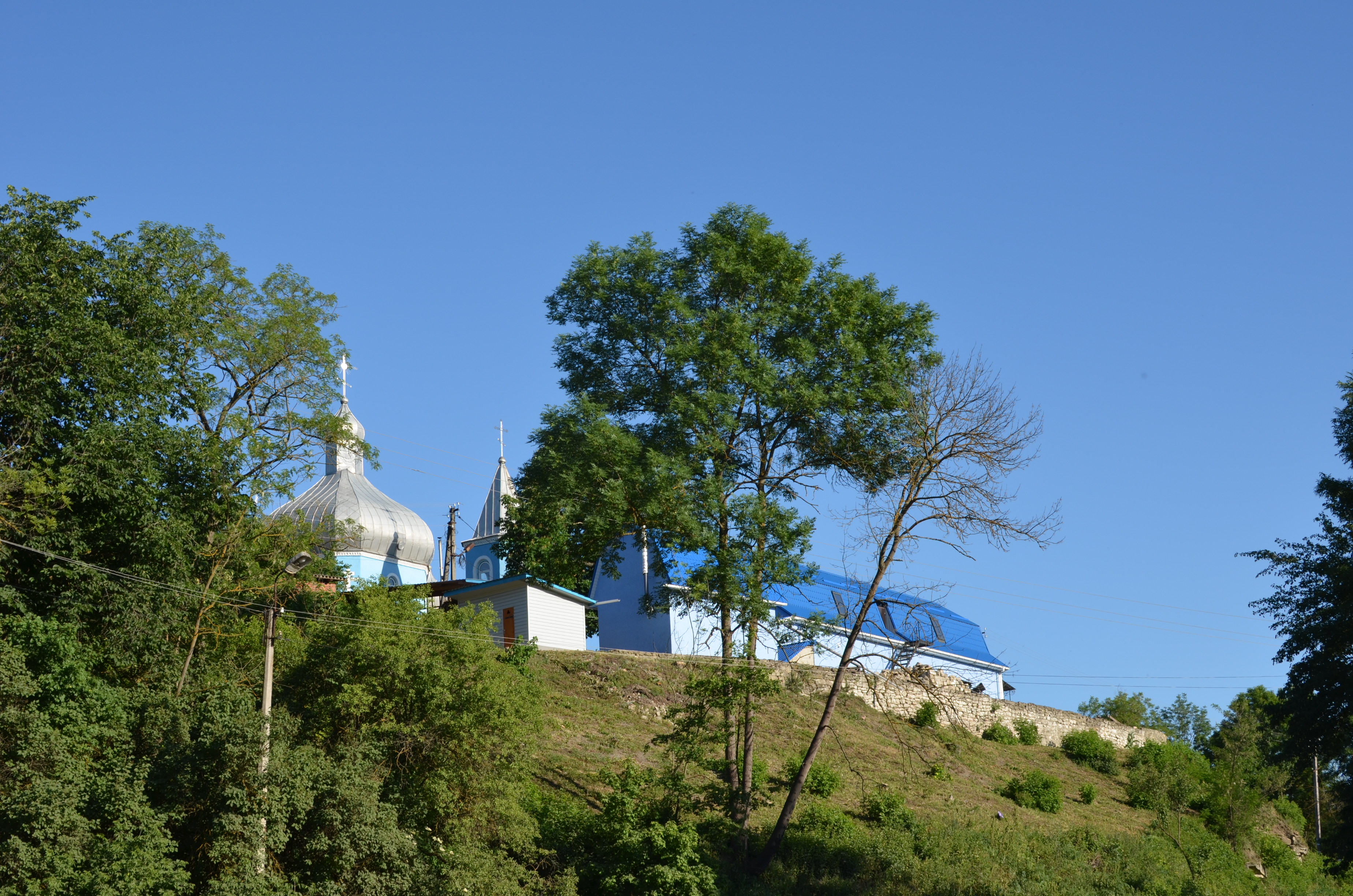
Cerkiew